# 이혜경 (유도 선수)
이혜경(1996년 1월 12일~)은 대한민국의 유도 선수이다. 2024년 하계 올림픽에 참가, 유도 혼성 단체전에서 동메달을 기록하였다. 아시아 유도 선수권 대회에서 은메달 1개, 동메달 2개를 획득했다.

## 경력
울산광역시 출신으로 야음중학교 재학 시절 유도를 시작했다.
2013년 9월 미국 마이애미에서 열린 2012년 세계 유스 선수권 대회에서 준우승을 차지했으며 2014년에는 난징에서 열린 2014년 하계 청소년 올림픽에서 동메달을 획득했다. 
2019년에는 푸자이라에서 열린 아시아 선수권 대회에서 동메달을 획득했으며 2022년에는 포르투갈 그랑프리에서 은메달, 울란바토르 그랜드슬램에서 동메달을 획득했다. 2024년 홍콩에서 은메달을 획득했다.
2024년 오스트리아 린츠 그랑프리에서 동메달을 획득했으며 같은 해에 열린 트빌리시 그랜드 슬램에서 프랑스의 로라 에스파디냐를 꺾고 우승했다.
2024년 하계 올림픽에 참가, 유도 혼성 단체전에서 동메달을 기록하였다.